# Lew Sosnowski
Lew Siemionowicz Sosnowski (ros. Лев Семёнович Сосновский, ur. 1886 w Orenburgu, zm. 3 lipca 1937 w Moskwie) – rosyjski socjaldemokrata (bolszewik) i komunista, dziennikarz, działacz SDPRR i RKP(b)/WKP(b), członek lewicowej opozycji w RKP(b)/WKP(b).

## Życiorys
Od 1904 działał w SDPRR, bolszewik, 1909 aresztowany, 1909-1910 odbywał służbę wojskową, następnie zdemobilizowany, 1913 aresztowany i zwolniony, 1913 ponownie aresztowany i skazany na zesłanie do Czelabińska, 1916 zwolniony. Od kwietnia 1917 członek Uralskiego Komitetu Obwodowego SDPRR(b), od sierpnia 1917 przewodniczący Uralskiej Rady Obwodowej, w październiku-listopadzie 1917 przewodniczący Rady Miejskiej Jekaterynburga, 1918-1924 członek Prezydium WCIK. Od 1918 redaktor gazety "Biednota", od września 1918 do kwietnia 1919 kierownik Rosyjskiej Agendy Telegraficznej przy WCIK, od 27 sierpnia 1919 przewodniczący Gubernialnego Komitetu Rewolucyjnego w Jekaterynburgu, od listopada 1919 do stycznia 1920 przewodniczący charkowskiego gubernialnego komitetu RKP(b), 1920-1921 redaktor gazety "Gudok". Od października 1921 do maja 1922 kierownik Wydziału Agitacyjno-Propagandowego KC RKP(b), od 25 kwietnia 1923 do 23 maja 1924 członek Centralnej Komisji Kontrolnej RKP(b), 1924-1927 pracował w redakcji gazety "Prawda".
Związany z Lewicową Opozycją. W 1927 wykluczony z partii, 1927-1935 przebywał na zesłaniu, 29 kwietnia 1929 aresztowany i 24 maja 1929 skazany na 3 lata pozbawienia wolności, 13 kwietnia 1932 skazany na 2 lata pozbawienia wolności, 1934 zwolniony. Od 1934 do października 1936 członek kolegium redakcyjnego gazety "Socjalisticzeskoje ziemledielije", 1935 przywrócono mu członkostwo w partii. 
W okresie "wielkiej czystki" 23 października 1936 aresztowany przez NKWD, 3 lipca 1937 skazany na śmierć przez Kolegium Wojskowe Sądu Najwyższego ZSRR za "szkodnictwo i przynależność do antyradzieckiej organizacji trockistowsko-terrorystycznej", rozstrzelany tego samego dnia. Ciało skremowano w krematorium na Cmentarzu Dońskim, prochy pochowano anonimowo.
28 czerwca 1958 pośmiertnie zrehabilitowany postanowieniem Kolegium Wojskowego SN ZSRR.